# جنگ دانمارک و سوئد (۱۸۰۸–۱۸۰۹)
جنگ دانمارک و سوئد ۱۸۰۸–۱۸۰۹ جنگی بین دانمارک-نروژ و سوئد بود که با توجه به اتحاد دانمارک-نروژ با امپراتوری اول فرانسه و اتحاد سوئد با پادشاهی متحد بریتانیای کبیر و ایرلند در طول جنگ‌های ناپلئونی رخ داد. نه سوئد و نه دانمارک-نروژ جنگ را آغاز نکردند، بلکه از طریق اتحادهای مربوط به آن‌ها حمله جنگ شد. طرفین درگیر در تاریخ ۱۰ دسامبر ۱۸۰۹ صلح کردند.

## پیش‌زمینه
به دنبال پیمان تیلسیت در سال ۱۸۰۷ فرانسه و بریتانیا تمرکز اصلی خود را بر روی دانمارک گذاشتند. ناپلئون بناپارت می‌خواست که دانمارک-نروژ را با محاصره قاره‌ای خنثی کند، در حالی که بریتانیا از اینکه ناوگان دانمارک به دست فرانسوی‌ها برود، می‌ترسید. حمله بریتانیا و بمباران کپنهاگ منجر به تشنج و نابودی بخش‌های بزرگ ناوگان دانمارک و انتخاب دانمارک برای پیوستن به اتحاد با ناپلئون شد. اتحاد بین دانمارک-نروژ و فرانسه در فونتن‌بلو در ۳۱ اکتبر ۱۸۰۷ امضا شد. این توافقنامه وعده‌های مبهم فرانسه را مبنی بر آن که آنها به ناوگان دانمارک-نروژ کمک خواهند کرد، پیشنهاد می‌داد، در حالی که دانمارک باید خود را متعهد به شرکت در یک جنگ احتمالی علیه سوئد همراه با فرانسه و روسیه کند. فردریک ششم دانمارک از شرکت در جنگ علیه سوئد اجتناب ورزید اما تصمیم گرفت تا جنگ را علیه سوئد به منظور تسخیر قلمروی که دانمارک پس از معاهده برومسبرو و پیمان رسکیلد از دست داده بود، اعلام کند. در تاریخ ۱۴ مارس ۱۸۰۸ وزیر دارایی دانمارک در استکهلم اعلام جنگ را به دولت سوئد اعلام کرد. پادشاه سوئد گوستاو چهارم با برنامه‌ریزی تهاجم به شیلند پاسخ داد تا دانمارک را مجبور به صلح کند. گوستاو چهارم همچنین برنامه‌ای را که توسط گوستاف ماوریتس آرمفلت تهیه شده‌است، در مورد حمله به نروژ برای جبران زیان احتمالی فنلاند را تصویب کرد.

### ارتش سوئد
ارتش سوئد مستقر در سوئد در مجموع ۲۳٬۰۰۰ مرد را در اختیار داشت. ۷٬۰۰۰ نفر در جنوب سوئد تحت فرمان یوهان کریستوفر تال و ۱۴٬۰۰۰ نفر در مرز نروژ تحت رهبری گوستاف ماوریتس آرمفلت و ۲٬۰۰۰ نفر در نورلاند تحت فرماندهی یوهان برگن استرلا. ارتش سوئد به اندازه کافی مجهز بود و سربازان به خوبی آموزش دیده بودند. نبرد اصلی جنگ در شرق بود جایی که روسیه تهدیدی نظامی بود اما تهدید دانمارک-نروژ و فرانسه نیز جدی بود.

### ارتش دانمارک-نروژ
ارتش دانمارکی نروژی در مجموع ۳۶٬۰۰۰ نفر را تشکیل می‌داد. ارتش دانمارک می‌تواند ۱۴٬۶۵۰ مرد را جمع‌آوری کند، اما تنها ۵٬۰۰۰ نفر از آن‌ها می‌تواند برای حمله به سوئد استفاده شود. ارتش نروژی از زمان سقوط ۱۸۰۷ برای جنگ آینده با سوئد آماده شده بود اما از آن جایی که آن‌ها مجبور بودند حفاظت ساحلی در طول ساحل طولانی نروژ را در مقابل حملات کشتی‌های جنگی انگلیس که سعی در بستن خطوط ارتباطی بین نروژ و دانمارک داشتند نگه دارد.

### ارتش فرانسه
مجموعاً حدود ۴۵٬۰۰۰ مرد، ۱۲٬۵۰۰ فرانسوی، ۱۴٬۰۰۰ اسپانیایی، ۶٬۰۰۰ هلندی و یک واحد رزرو دانمارکی از ۱۲٬۵۰۰ نفر از فرانسه، اسپانیا و هلند به دانمارک فرستاده شد که به این معنی بود که نیروی دانمارکی-فرانسوی شامل حدود ۸۱٬۰۰۰ مرد بود.

## آماده‌سازی جنگ
در روز ۵ مارس چند روز قبل از تصمیم دولت دانمارک برای اعلام جنگ با سوئد، مارشال برنادوت که در آن زمان فرماندار فرانسوی هامبورگ و دیگر شهرهای هانزا بود، راهپیمایی خود را به سمت دانمارک با ارتش ۳۲٬۰۰۰ نفری آغاز کرد. اما به نظر می‌رسد که ناپلئون در آن زمان مایل نبود که نیروهای خود را به نبرد مستقیم هدایت کند، زیرا پس از اینکه برنادوت با بخش‌های بزرگی از ارتش در شیلند اردو زد، او دستور داد که پیشروی خود را در بنادر دانمارک ادامه دهد.

حضور نیروهای نظامی در شیلند، فونن و یوتلاند بیشتر برای کمک به مردم دانمارکی بود. یکی دیگر از مشکلات این بود که اسپانیا علیه ناپلئون شورش کرده بود که در دانمارک متوجه شدند و سربازان اسپانیایی مجبور به خلع سلاح و توقیف شدند. . در اواسط آوریل ۱۸۰۸ طرح دانمارکی-فرانسوی برای حمله به سوئد لغو شد و توجه به مرز سوئد-نروژ صورت گرفت.

## جنگ

### تهاجم سوئد به نروژ
در روزهای آخر ماه مارس پایگاه‌های نروژی و سوئدی در امتداد مرز چندین بار در مورد حملات پراکنده بی‌نتیجه بوده‌اند. اولین اقدام بزرگ در تاریخ ۱ آوریل ۱۸۰۸ اتفاق افتاد زمانی که یوهان برگن اشترهل با ۲٬۰۰۰ مرد خود در نروژ از یمتلاند راه افتاد. اما ارتش خود را مجبور به عقب‌نشینی به سوندسوال بدون درگیر شدن در جنگ شد. همزمان با عقب‌نشینی برگن استرهل دو گروه ۲۳۵ نفری تحت سرپرستی گیلنس کراپ از مرز هریدالن به سمت روروس عبور کردند و با یک گروه نروژی ۴۰ نفره از تیپ سرهنگ برنگ در اورسوند درگیر شدند. پس از آنکه نگهبانان خارج شدند و پیشاهنگان نروژی که بخشی از آن گارد ساحلی بودند به راروس عقب‌نشینی کردند، سوئدی‌ها با غارت گسترده در منطقه مرزی شروع کردند. غارت ادامه داشت تا زمانی که نیروهای بنگ که در نزدیک‌ترین منطقه بودند یک گردان ۶۰۰ نفره مسلح ضد حمله انجام داده و آن‌ها را مجبور به عقب‌نشینی در سراسر مرز کردند.

حمله اصلی سوئد به جنوب در روز ۱۴ آوریل با پیشبرد تیم دوم سوئد در منطقه آرسکوگ هلند آغاز شد. کریستیان اوت که در راه خود به رکستاد بود، از پیشرفت‌های سوئدی‌ها مطلع شد و از ۱۷ آوریل به عنوان تهدیدی از شرق به راهپیمایی رفت.

## نبرد یمتلاند
کریستیان اوت در فصل بهار و تابستان ۱۸۰۹ بسیار ناراضی بود تا هر حمله نروژی به سوئد را انجام دهد. اما او در نهایت توسط پادشاه فردریک تحت فشار قرار گرفت. در ۲ ژوئیه کریستیان اوت دستور حمله به یمتلاند از تروندهایم را صادر کرد و در روز ۱۰ ژوئیه یک نیروی ۱٬۸۰۰ نفری تحت رهبری ژنرال جرج فردریک فون کروگ از مرز تا یمتلاند عبور کرد. برای جلوگیری از پیشرفت نروژ گرگ کارل فون دوبلن با یک گردان به یمتلاند فرستاده شد. با این حال در ۱۶ ژوئیه ارتش نروژی پیشروی را ادامه داد. به زودی نروژی‌ها روستاهای مورسیل و ماتمار را تسخیر کردند. اما هنگامی که یک شایعه که سوئد و روسیه مذاکرات صلح را آغاز کرده‌اند به ارتش نروژ رسید، فون کروگ تصمیم گرفت عقب‌نشینی کند و حمله خود را علیه هردلن انجام دهد. در روز ۲۴ ژوئیه، نیروی سوئدی ۹۰۰ نفری تحت فرماندهی فون دوبلن و ۱٬۸۰۰ سرباز نروژی در هاریندلن باهم روبرو شدند. قوای نروژی شکست خورد و مجبور به عقب‌نشینی شد. یکی از شرایط این بود که تمام سربازان نروژی از ۳ اوت سوئد را ترک کنند که اتفاق افتاد.

## پسایند
در نروژ این وضعیت به دلیل محاصره بریتانیا به‌طور پیوسته بدتر شد و از آن جایی که دیگر آن‌ها از شمال روسیه چیزی دریافت نکردند پس از آن که روس‌ها در ۱۷ سپتامبر صلح را با سوئدی‌ها انجام دادند. به دلیل این که جنگ دوجانبه سوئد برای مردم و به ویژه سربازانی که در سرتاسر مرز مستقر شده‌اند به دلیل بیماری و کمبود منابع فاجعه بار است، به همین دلیل تمایل به صلح از طرف هر دو طرف در ماه نوامبر آغاز شد.

### پیمان یونشوپینگ
در دهم دسامبر ۱۸۰۹، نیلز روزنکرانتز و وزیر امور خارجه سوئد کارل گوستاو آدلربرگ در یونشوپینگ همدیگر را ملاقات کردند تا پیمان صلح میان دانمارک-نروژ و سوئد را امضا کنند که جنگ دانمارکی-سوئدی ۱۸۰۸–۱۸۰۹ را به پایان برسانند. قرارداد به شرح زیر است:
- هیچ کشوری هیچ قلمروی ندارد (با توجه به وضعیت موجود)
- سوئد سعی می‌کند کشتی‌های انگلیسی را در فاصله‌ای از ساحل سوئد نگه دارد
- جنایتکاران و خائنان اخراج شوند